# 一乗城山
一乗城山（いちじょうしろやま）は、福井県福井市にある山。標高435.8m。国の特別史跡一乗谷朝倉氏遺跡の一乗谷城（山城）があった。

## 概要
福井市の南東に位置し、北の山麓は足羽川が流れ、西に一乗谷、東に三万谷を形成し南方に越美山地山塊が連なる。山頂には本丸跡、一の丸跡、二の丸跡、三の丸跡が残る。山腹には、佐々木小次郎が秘剣「燕返し」を身につけたとされている一乗滝がある。

## 登山道
登山道は中部自然歩道の一部になっている。
山頂へは、「下城戸跡」手前から橋を渡り登山道が整備されており約1時間30分ほどで頂上に登れる。
また、「湯殿跡庭園」からも登山道があり、約3時間で周遊できる。

### 周辺の主な山
- 大佛寺山
- 部子山
- 飯降山
- 文殊山
- 東山